# Roger Gal
Pour les articles homonymes, voir Gal.
Roger Gal, né le 15 novembre 1906 à Bouillargues (Gard) et mort le 11 juin 1966 à Paris, est un responsable administratif et pédagogue français, promoteur de l’Éducation nouvelle. 

## Biographie
Lauréat de l'agrégation de grammaire en 1931, il est un des fondateurs de la revue Esprit, dont il tient au début la rubrique syndicale. 
Lors du gouvernement du Front populaire il devient, à trente et un ans, conseiller du ministre Jean Zay, avec la responsabilité de coordonner l'expérience des classes de sixième d'orientation. 
Engagé dans la Résistance,  il devient en 1941 secrétaire du Groupe français d’éducation nouvelle (GFEN), dont il devient ensuite le vice-président. En 1942, il rédige un Mémoire sur la réforme à faire dans l’enseignement et sur l’orientation. 
A la Libération, il est un des collaborateurs de Gustave Monod, directeur de l'enseignement secondaire au ministère de l'éducation nationale, et devient le secrétaire de la commission Langevin-Wallon. 
Il est ensuite nommé directeur de la recherche pédagogique et participe, avec Louis Cros, à la création de l'Institut Pédagogique national. 
Il meurt brutalement, à l'âge de cinquante-neuf ans. 

## Publications
- L'orientation scolaire, préface de Pierre Joulia, Paris, Presses universitaires de France, 1946.
- La réforme de l'enseignement et les classes nouvelles, Paris, Presses d'Ile de France, 1946.
- Histoire de l'éducation, Presses universitaires de France, 1953.
- L'Utilisation du Document dans l'enseignement de l'histoire, Paris, CNDP, Service de la recherche pédagogique, 1953.
- Une nouvelle méthode d'enseignement du latin, préface de Pierre Clarac, Paris, OCDL, 1955.
- Manuel de latin : liber primus, classe de 6ème, avec Henri Bouchet, préface de Marcel Durry, illustrations par Etienne Morel, Paris, OCDL, 1957.
- Où en est la pédagogie, Paris, Buchet-Chastel, 1961.
- Psychologie de l'enfant : de la naissance à l'adolescence, dirigé par Maurice Debesse, rédigé avec Didier Anzieu, Roger Cousinet, Maurice Debesse, Juliette Favez-Boutonier, Hélène Gratiot-Alphandéry, Philippe Malrieu, Gaston Mialaret et René Zazzo, Paris, Librairie Armand Colin, 1964.
- Sur les pas de Jules César : textes choisis et annotés, illustrations par Etienne Morel, Paris, Office Central de Librairie, 1964.
- Grammaire latine de base, avec F. et M. de Kisch, Paris, Éditions OCDL, 1967.
- Liber primus : suivi d'exercices d'analyse grammaticale, classe de 6ème, avec Henri Bouchet et Marc Augé, Paris, OCDL, 1969.